# カディス市長
カディス市長は、スペイン、アンダルシア州のカディスの首長である。

## 19世紀
| カディス市長 |                                  |               |                |
| No           | 氏名                             | 就任          | 退任           |
| 1            | エドゥアルド・ジェノア・プイグ   | 1863年        |                |
| 2            | フェルミン・サルボチェア         | 1873年3月22日 | 1873年         |
| 3            | ミゲル・アギーレ・イ・コルベット | 1899年7月3日  | 1901年12月21日 |

## 20世紀
| カディス市長 |                                                             |                                         |                                    |      |
| No           | 氏名                                                        | 就任                                    | 退任                               | 政党 |
| 4            | ニコメデス・エレーロ・イ・ロペス                            | 1901年12月31日                          | 1903年1月3日                       |      |
| 5            | エンリケ・ディアス・ロカフル                                | 1903年1月3日                            | 1905年2月24日                      |      |
| 6            | ホセ・ルイス・ゴメス・イ・アランブル                        | 1905年2月24日                           | 1907年2月20日                      |      |
| 7            | カエタノ・デル・トロ・イ・クアティエレルス                  | 1907年1月20日                           | 1909 年11月17日                    |      |
| 8            | サンフランシスコ・ディアス・ガルシア                        | 1911年9月9日                            | 1912年                             |      |
| 9            | ラモン・リバス・イ・バヤダレス                              | 1912年                                  | 1915 年12月31日                    |      |
| 10           | セバスティアン・マルティネス・ピニロス・イ・トウレネ        | 1915年12月31日                          | 1917年7月4日                       |      |
| 11           | マヌエル・ガルシア・ノグエロル                              | 1917年10月5日 1920年4月9日 1923年7月4日 | 1917年12月1日 1920年4月21日 1925年 |      |
| 12           | フランシスコ・クロテット・イ・ミランダ                      | 1917年12月1日 1922年12月20日            | 1920年4月9日 1923年10月5日         |      |
| 13           | アルトゥーロ・ギャレゴ・イ・マルティネス                    | 1920年4月21日                           | 1922年12月20日                     |      |
| 14           | アグス・ブラズケズ・イ・ポール                              | 1925年                                  | 1927年                             |      |
| 15           | ラモン・デ・カランサ・イ・フェルナンデス・デ・ラ・ レグエラ | 1927年7月15日 1936年7月28日             | 1936年4月14日 1931年9月13日        |      |
| 16           | エミリオ・ソラ・ラモンス                                    | 1931年8月5日                            | 1933年                             |      |
| 17           | マヌエル・デ・ラ・ピンタ・レアル                            | 1933年                                  | 1935年7月18日                      |      |
| 18           | ホアキン・フェルナンデス＝ペペト                            | 1935年                                  | 1936年                             |      |
| 19           | エドゥアルド・アランダ・アスケリオ                          | 1936年7月19日                           | 1936年7月28日                      |      |
| 20           | フアン・ルイス・マルティネス・デル・セロ・ピカード          | 1936年9月13日                           | 1937年8月2日                       |      |
| 21           | モリーナ・イ・フアン・デ・ディオス・アルロキア              | 1937年8月2日                            | 1940年6月28日                      |      |
| 22           | ペドロ・デルガド・バルバディロ                              | 1940年6月28日                           | 1941年1月14日                      |      |
| 23           | フェルディナンド・オリバ・アルバズザ                        | 1941年11月14日                          | 1942年2月7日                       |      |
| 24           | アルフォンソ・モレノ・ガヤルド                              | 1942年2月11日                           | 1947年3月20日                      |      |
| 25           | サンフランシスコ・サンチェス・コッシオ                      | 1947年3月20日                           | 1948年2月6日                       |      |
| 26           | ホセ・レオン・デ・カランサ・ゴメス＝パブロス                | 1948年2月8日                            | 1969年5月23日                      |      |
| 27           | ジェローム・マグロ・モンテス・デ・オカ                      | 1969年6月25日                           | 1976年1月15日                      |      |
| 28           | エミリオ・ロペス・リナレス・ベルトラミ                      | 1976年2月1日                            | 1979年4月19日                      |      |
| 29           | カルロス・ディアス・メディナ                                | 1979年4月19日                           | 1995年6月18日                      | PSOE |
| 30           | テオフィラ・マルティネス                                    | 1995年6月18日                           |                                    | PP   |